# Sumiyoshi Sanjin
Sumiyoshi Sanjin (住吉三神, すみよしさんじん?) è una mitologica triade di divinità shintoiste (Kami) protettrici del mare e della navigazione, composta da:
- Sokotsutsunoo-no-mikoto (底筒男命?), che rappresenta il dio dei fondali marini
- Nakatsutsunoo-no-mikoto (中筒男命?), il dio all'interno del mare
- Uwatsutsunoo-no-mikoto (表筒男命?), il dio della superficie marina.

Nel periodo medievale della storia giapponese i Sumiyoshi divennero anche i numi tutelari dei poeti.

## Origini mitologiche
I Sumiyoshi Sanjin vengono descritti negli Annali del Giappone (日本紀?, Nihongi), e nella Cronaca degli antichi eventi (古事記?, Kojiki), nei quali si narra che siano nati assieme ad un'altra triade di Kami del mare, i Watatsumi Sanjin (綿津見三神?), quando il Kami della creazione Izanagi compì il rito purificatorio dell'abluzione (禊?, misogi) in mare al suo ritorno dall'oltretomba (黄泉?, Yomi), lavandosi per rimuovere le scorie della morte. Sokotsutsu no O no Mikoto ed il suo corrispondente Watatsumi nacquero quando si lavò nel fondo del mare, Nakatsutsu no O no Mikoto ed il referente Watatsumi nacquero quando Izanagi si lavò tra i fondali e la superficie, mentre Uwatsutsu no O no Mikoto e l'ultimo Watatsumi si materializzarono mentre si risciacquava in superficie. Secondo un'altra ipotesi i tre Sumiyoshi furono soffiati fuori da Izanagi mentre faceva le abluzioni in mare.
Originariamente i Sumiyoshi Sanjin e i Watatsumi Sanjin erano considerati un tutt'uno, ma in seguito si separarono quando nell'antichità il trono imperiale fu spostato da Kyūshū all'odierna regione del Kansai grazie al contributo dei Sumiyoshi Sanjin, che a loro volta si insediarono nella nuova area, mentre i Watatsumi Sanjin rimasero a Kyūshū. La relazione tra i Sumiyoshi ed i Watatsumi è stata celebrata nel santuario Sumiyoshi-taisha di Osaka, con l'inserimento di una cappella dedicata ai Watatsumi.

## Santuari
I Sumiyoshi Sanjin vengono talvolta associati con il Kami dell'imperatrice consorte Jingū, la mitica condottiera che guidò l'esercito giapponese nell'invasione della Corea, e che nel 211 d.C., al ritorno dalla spedizione, fece costruire ad Osaka il grande santuario di Sumiyoshi (住吉大社?, Sumiyoshi-Taisha) in loro onore per averla protetta nell'impresa. L'unione dei quattro Kami viene chiamata Sumiyoshi Daijin (住吉大神?), e viene celebrata in quel santuario, che è il più antico fra tutti quelli dedicati alla triade.
Alle tre divinità sono consacrati più di 2.000 santuari shinto in Giappone, tra i più antichi vi sono i Sumiyoshi Jinja del distretto Hakata-ku a Fukuoka e di Iki, nella prefettura di Nagasaki, ed il Moto Sumiyoshi Jinja a Kōbe, nella prefettura di Hyōgo.
Nella tradizione shinto il mare è l'origine della vita, e per estensione i suoi Kami possono proteggere le persone in tutte le loro attività. Quotidianamente i santuari Sumiyoshi vengono visitati da fedeli che invocano la protezione degli dei per i loro familiari, per i raccolti agricoli, per il successo negli affari o negli studi etc.

## Etimologia
Gli ideogrammi 住 (sumi?), 吉 (yoshi?), 三 (san?) e 神 (jin?) significano rispettivamente dimora, buon augurio, tre e Kami, e rispecchiano la funzione originale di queste tre divinità, che fu quella di portare fortuna a chi viaggiava in mare.
Gli ideogrammi 底 (soko?), 中 (naka?) e 表 (Uwa?) che compongono i nomi dei tre Kami, significano rispettivamente fondo, centro e superficie.
L'ideogramma 筒 (tsutsu?) ha una relazione con i pianeti, secondo una tradizione shinto i tre Sumiyoshi Sanjin sono la deificazione delle tre stelle che compongono la cintura di Orione. Nell'antichità la costellazione di Orione veniva usata dai naviganti per orientarsi nel corso dei viaggi. Le tre stelle vengono identificate in Giappone anche con le locazioni di Tsutsu e di Tsutsuki che si trovano nelle due isole di Tsushima e di Iki, nella prefettura di Nagasaki, e nella località Tsutsuki nell'ex distretto di Itoshima della prefettura di Fukuoka.
Altra ipotesi astronomico-marittima identifica Venere, che in giapponese viene chiamata Yūzutsu, come il referente dell'ideogramma Tsutsu. Un'ulteriore versione vuole che tsutsu sia la composizione dell'antico genitivo giapponese tsu con l'omonimo tsu che significa baia o estuario, oppure che la doppia tsu rappresenti il plurale baie o estuari.
L'ideogramma 命 (mikoto?) rappresenta il titolo onorifico con cui sono riveriti i Kami in genere, e significa letteralmente parola onorabile.